# Jørgen Carl la Cour
Jørgen Carl la Cour, född 8 juni 1838 på Skjærsø vid Ebeltoft, död 21 februari 1898 i Köpenhamn, var en dansk agronom. Han var bror till Poul la Cour och far till Dan la Cour och tillhörde den franskbördiga danska släkten la Cour.
la Cour lärde sig praktiskt lantbruk av sin far på Skjærsø och 1857 avlade han lantbruksexamen på Den polytekniske læreanstalt 1857. Därefter var han under några år assistent vid Landbohøjskolen och företog 1865–1866 en studieresa genom Europas mest utvecklade länder. Hemkommen inrättade han Landboskolen vid Nærum och 1868 flyttade han den till Kongens Lyngby; här förenades för första gången högskoletanken med lantbruksskolans verksamhet. Han ledde med ett kort avbrott 1884–1889 denna kända skola, till vilken han knöt Brede ladegård som skollantbruk. 
Trots att verksamheten som skolföreståndare var mycket framgångsrik, gjorde han sina viktigaste insatser i Landhusholdningsselskabets tjänst. Han knöts 1875 till sällskapet som sekreterare och verkade som sådan till december 1891. Då han tillträdde tjänsten, var det goda tider för danskt jordbruk, men huvuddelen av den tid, under vilken han var sekreterare, var det kris inom branschen. På grund av växande konkurrens och andra orsaker föll priserna på jordbruksprodukter och marknadsvillkoren blev allt svårare. Under dessa år arbetade sällskapet, särskilt under Edward Tesdorpfs ledning, med rådgivning och stöd åt lantbruket varvid la Cour gjorde mycket framstående insatser. I december 1891 valdes han till president i sällskapet, vilket han förblev till sin död, och 1892 utnämndes han till chef för det året därpå indragna konsulentkontoret. År 1894 blev han regeringens inspektör för lantbrukets exportvillkor. Från 1867 och under en lång följd av år redigerade han Tidsskrift for Landøkonomi, där han förutom artiklar länge skrev instruktiva årsöversikter över lantbrukets tillstånd. År 1903 avtäcktes en bronsstaty av honom vid Landboskolen i Kongens Lyngby.